# Zoran Banović
Zoran Banović (Nikšić, 14. listopada 1977.), crnogorski umirovljeni nogometni vratar. 
Odigrao je jednu utakmicu u dresu reprezentacije Srbije i Crne Gore.